# Монтафия
Монтафѝя (на италиански: Montafia; на пиемонтски: Muntafia, Мунтафия) е село и община в Северна Италия, провинция Асти, регион Пиемонт. Разположено е на 267 m надморска височина. Населението на общината е 956 души (към 2010 г.).